# Wirada
Genre
Wirada est un genre d'araignées aranéomorphes de la famille des Theridiidae.

## Distribution
Les espèces de ce genre se rencontrent en Amérique du Sud et au Mexique.

## Liste des espèces
Selon World Spider Catalog (version 19.5, 16/08/2018) :
- Wirada araucaria Lise, Silva & Bertoncello, 2009
- Wirada mexicana Campuzano & Ibarra-Núñez, 2018
- Wirada punctata Keyserling, 1886
- Wirada sigillata Lise, Silva & Bertoncello, 2009
- Wirada tijuca Levi, 1967
- Wirada tovarensis Simon, 1895

## Publication originale
- (de) Keyserling, 1886 : Die Spinnen Amerikas. Theridiidae. Nürnberg, vol. 2, p. 1-295 (texte intégral).